# Elkton (Michigan)
Pour les articles homonymes, voir Elkton.
Elkton est un village du comté de Huron, dans l'État du Michigan, aux États-Unis.
Sa population était de 808 habitants au recensement de 2010.